# Доходный дом Коммерческого училища (улица Ломоносова)

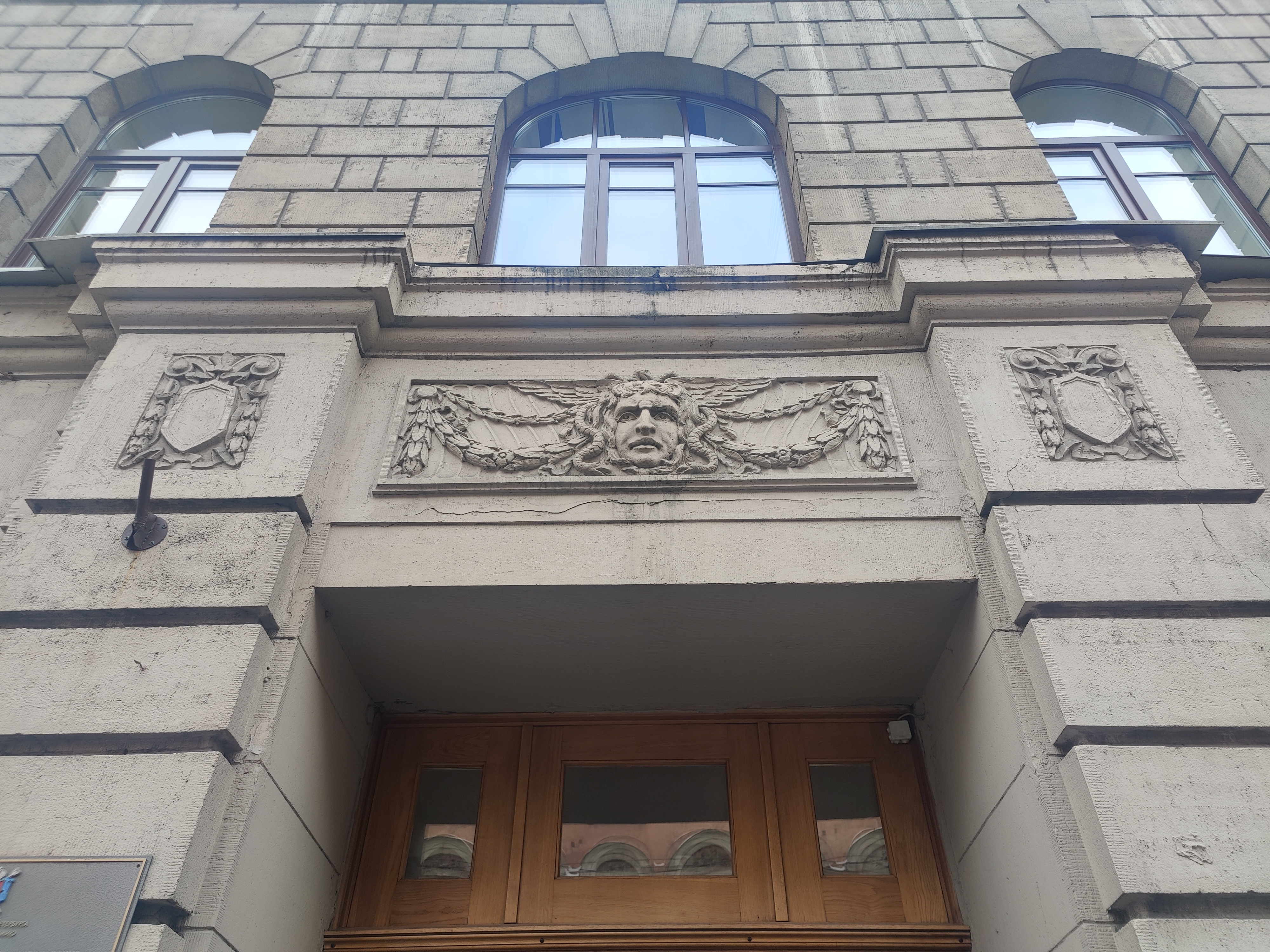
Украшение парадного входа

Доходный дом Коммерческого училища — памятник архитектуры. Расположен в Санкт-Петербурге, современный адрес дома — улица Ломоносова, 11.
Практически весь квартал на углу улицы Ломоносова и Загородного проспекта был занят зданиями Императорского коммерческого училища. Участок 9 по улице занимало новое здание училища, старое здание училища (дом 13, правая часть участка со стороны Загородного проспекта), было угловым и было занято Мариинской женской гимназией и квартирами, левую часть участка занимал второй доходный дом училища.
В начале XX века в результате роста цен на предметы быта, материалы и топливо было решено построить ещё один доходный дом на месте, ранее сдававшемся под «двор ломовых извозчиков»; также была использована часть сада училища. Проект выполнил в 1912 году Н. И. Богданов, ставший ранее автором второго доходного дома училища.
Строительство шло в 1913—1915 годах (завершено в 1914 году, принято комиссией в 1915 году). В доме должно было быть три пятиэтажных корпуса параллельно улице Ломоносова, но оказалось, что средний из корпусов закрывает свет помещениям Мариинской гимназии, поэтому постройка дома была углублена в сад на одну сажень и корпус был укорочен на полторы сажени. В Особый строительный комитет, созданный в 1913 году для наблюдения за работами по возведению здания, входили Н. В. Васильев и А. Ф. Бубырь.
Фасады облицованы терразитовой штукатуркой, «под камень». Здание построено в стиле неоклассицизма. Как и в первом строении Богданова, главный фасад украшен трёхгранными эркерами, объединяющими этажи с третьего по пятый, и боковыми ризалитами. Центральная часть здания выделена каннелированными на треть высоты пилястрами, завершена аттиком с акротерием, украшенными гирляндами филёнками и балюстрадой. Под окнами третьего и четвёртого этажей также были филёнки с растительным орнаментом. Над парадным входом размещена лепная маска медузы Горгоны.
На первом этаже размещались магазины с металлическими витринами, второй этаже занимала лечебница Общества врачей специалистов. Третий и четвёртый этажи занимала Комиссия по канализации и переустройству водоснабжения. На пятом этаже располагалась Комиссия по народному образованию. Также в доме было 48 квартир.
Декоративная отделка большинства помещений не сохранилась. С 2004 года в здании находится Санкт-Петербургская академия постдипломного педагогического образования.